# Bruckhof (Iphofen)
Bruckhof (mainfränkisch: Brugghouf) ist ein Gemeindeteil der Stadt Iphofen im unterfränkischen Landkreis Kitzingen. Bruckhof liegt in der Gemarkung Hellmitzheim.

## Geografische Lage
Der Weiler liegt an der Bibart. Ein Anliegerweg führt zur Bundesstraße 286 (0,2 km östlich). Ein Wirtschaftsweg führt nach Waldhof zur Bundesstraße 8 (1,5 km südwestlich).

## Geschichte
Der Ortsname des Hofes verweist wahrscheinlich auf eine Brücke. So ist der Name als Hof bei der Brücke zu deuten. Dort befand sich wohl ein kleiner Übergang über die Bibart. Im Mittelalter verlief dort ein wichtiger Weg zwischen Possenheim und dem Herrensitz in Speckfeld. Zeitweise wurde die Ansiedlung auch lediglich „Pruck“ genannt.
Erstmals urkundlich erwähnt wurde der Bruckhof im Jahr 1386. Damals setzte der Landrichter zu Würzburg den Ritter Kraft Sebot als Nutzer der Güter des Gerlachs von Hohenlohe ein, darunter befand sich auch der „Hof Bruck“. In der urkundlichen Fassung des Speckfelder Burgfriedens ist 1414 „Pruck (…) den hoff“ erwähnt. Im gleichen Jahr erhielt Leonhard zu Castell von den Erben der Herren von Hohenlohe die Spitzwiese nahe dem Hof. Die Kapelle im Ort kam gleichzeitig an die Schenken von Limpurg.
Die kleine Kapelle, die den Hof als einen der größeren in der Umgebung ausweist, gehörte zum Landkapitel Iphofen in der Diözese Würzburg. 1474 war die große Schäferei im Besitz der Schenken von Limpurg. Kurze Zeit später, 1495, erwarb das Hochstift Würzburg die Lehensherrschaft vom Benediktinerkloster Münsterschwarzach. Im Jahr 1525 beteiligten sich wohl auch Menschen vom Bruckhof am Deutschen Bauernaufstand. So plünderte ein Hoffmann zu Bruck das Kloster Birklingen.
Noch 1532 sind die Schenken von Limpurg auf dem Bruckhof nachgewiesen. Sie hatten bis zum Ende des alten Reiches die Ortsherrschaft inne. Vor 1723 setzte sich die Bezeichnung „Bruckhof“ erstmals durch. Noch im 18. Jahrhundert wandelten die Schenken den Hof in eine Meierei um, die von einem Bestandsbauern bewirtschaftet wurde. 1780 saß Johann Nikolaus Dürr auf dem Bruckhof.
Mit dem Gemeindeedikt (frühes 19. Jahrhundert) wurde Bruckhof dem Steuerdistrikt Hellmitzheim und der Ruralgemeinde Hellmitzheim zugeordnet. Im Zuge der Gebietsreform in Bayern wurde Bruckhof am 1. Januar 1972 nach Iphofen eingegliedert.

### Baudenkmal
Der Hof wird vom Bayerischen Landesamt für Denkmalpflege als Baudenkmal eingeordnet. Es handelt sich um ein zweigeschossiges Wohnstallhaus. Das Haus schließt mit einem Walmdach ab. Das Obergeschoss besteht aus verputztem Fachwerk. Eine Fachwerkscheune mit Halbwalmdach ergänzt die Gebäude des ehemaligen Meiereihofs. Alle Baulichkeiten wurden im 17. bzw. 18. Jahrhundert errichtet.

### Einwohnerentwicklung
| Jahr      | 001818 | 001840 | 001861 | 001871 | 001885 | 001900 | 001925 | 001950 | 001961 | 001970 | 001987 |
| Einwohner | 7      | 14     | 11     | 6      | 6      | 7      | 14     | 19     | 20     | 16     | 8      |
| Häuser    | 1      | 1      |        |        | 1      | 1      | 1      | 1      | 3      |        | 3      |
| Quelle    | [ 7 ]  | [ 12 ] | [ 13 ] | [ 14 ] | [ 15 ] | [ 16 ] | [ 17 ] | [ 18 ] | [ 19 ] | [ 20 ] | [ 1 ]  |

## Religion
Bruckhof ist seit der Reformation evangelisch-lutherisch geprägt und nach Hellmitzheim gepfarrt.